# Charles Burney

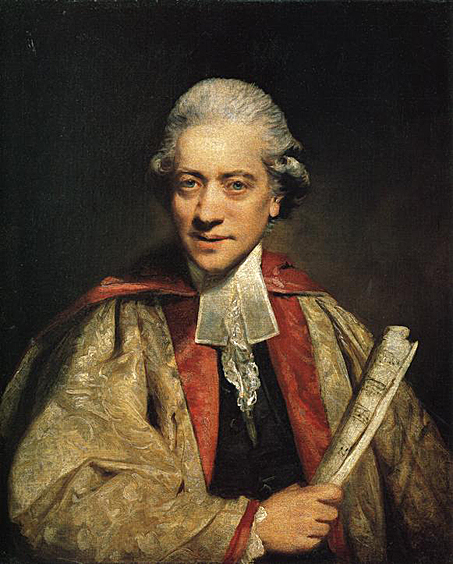
Charles Burney, Gemälde von Joshua Reynolds, 1781

Charles Burney (* 7. April 1726 in Shrewsbury, Shropshire; † 12. April 1814 in Chelsea (London)) war ein englischer Musikhistoriker, Komponist und Organist.

## Leben
Burneys Vater war Porträtmaler. Der junge Charles erhielt seine Schulausbildung zunächst in Shrewsbury und kam dann auf die Public School in Chester. Dort war Edmund Baker, Organist an der Kathedrale und Schüler von John Blow, sein Musiklehrer. Nach Shrewsbury zurückgekehrt, setzte der 15-jährige Burney seine Musikstudien für drei Jahre bei seinem Halbbruder James Burney (Organist an der St. Mary’s Church) fort und wurde dann von 1744 bis 1746 Schüler von Thomas Arne in London. In dieser Zeit war er auch als Violin- und Violaspieler in Händels Orchester tätig.
1745 steuerte Burney Musik zu Thomsons Alfred bei, die im Theatre Royal Drury Lane aufgeführt wurde, 1748 erschienen mit den 6 Sonaten für 2 Violinen und Continuo seine ersten Werke im Druck. 1749 wurde er zum Organisten der St. Dionis-Backchurch in der Fenchurch Street ernannt, verbunden mit einem Jahresgehalt von £30. Im gleichen Jahr heiratete er Esther Sleepe, die jedoch 1761 starb. 1769 heiratete er Elisabeth Allen, eine Witwe mit drei Kindern.
Aus Gesundheitsgründen zog Burney 1751 nach King’s Lynn in Norfolk, wo er für neun Jahre wieder als Organist, nun mit einem Jahresgehalt von £100, lebte. In dieser Zeit reifte sein Plan, eine grundlegende Geschichte der Musik zu schreiben. 1759 wurde seine Ode for St Cecilia’s Day (siehe Cäcilienode) in Ranelagh Gardens aufgeführt; 1760 zog er mit seiner jungen Familie in guter gesundheitlicher Verfassung zurück nach London. Seine erst achtjährige älteste Tochter Esther (Hetty) wurde als begabte Cembalistin bewundert. Die Cembalokonzerte, die Burney bald nach seiner Rückkehr nach London veröffentlichte, wurden positiv aufgenommen. 1766 brachte er im Theatre Royal Drury Lane eine Übersetzung und Adaptierung der Operette Le devin du village von Jean-Jacques Rousseau unter dem Titel The Cunning Man zur Aufführung.
Die University of Oxford verlieh Burney am 23. Juni 1769 den Grad eines Doctor of Music, wobei ein Anthem (18. Psalm) Burneys zur Aufführung kam (dieses Werk führte 1773 auch Carl Philipp Emanuel Bach in Deutschland auf). 1769 veröffentlichte Burney An Essay towards a History of Comets.
Trotz seiner verschiedenen beruflichen Tätigkeiten verlor Burney den Plan einer History of Music nicht aus den Augen und verließ London im Juni 1770 mit zahlreichen Empfehlungsschreiben ausgerüstet und reiste von Paris über Genf, Turin, Mailand, Padua, Venedig, Bologna, Florenz und Rom bis nach Neapel.
Im Dezember 1771 traf er mit Denis Diderot in dessen Wohnung in der rue Taranne in Paris zusammen, wahrscheinlich begegnete er auch Anton Bemetzrieder, dessen musikalisches Lehrwerk, die Leçons de Clavecin, et Principes d'Harmonie aus dem Jahre 1771, er bewunderte. Seine Beschreibungen wurden 1771 veröffentlicht als The Present State of Music in France and Italy.
Im Juli 1772 bereiste Burney für weitere Forschungen erneut den europäischen Kontinent. 1773 wurde dieser Reisebericht unter dem Titel The Present State of Music in Germany, the Netherlands and United Provinces veröffentlicht. Burneys erste Reise wurde von Christoph Daniel Ebeling ins Deutsche übersetzt und 1772 in Hamburg gedruckt, die zweite Reise in Übersetzung durch Johann Joachim Christoph Bode erschien 1773 ebenfalls in Hamburg. Eine niederländische Übersetzung der zweiten Reise erschien 1786. Die Dissertation on the Music of the Ancients aus dem ersten Band von Burneys Musikgeschichte wurde in deutscher Übersetzung von Johann Joachim Eschenburg 1781 in Leipzig gedruckt. Burneys Reisebeschreibungen, in denen er u. a. von persönlichen Begegnungen mit vielen bedeutenden Musikern wie Wolfgang und Leopold Mozart, Christoph Willibald Gluck oder Carl Philipp Emanuel Bach berichtet, sind auch für die moderne Musikgeschichtsschreibung von großer Bedeutung.
1776 erschien der erste Band seiner A General History of Music, dem 1782 der 2. Band folgte. Mit den Bänden 3 und 4 war das Werk 1789 abgeschlossen. Trotz auch kritischer Stimmen, etwa von Forkel in Deutschland (der Burneys Beachtung der von fahrenden Musikern und Spielleuten dargebotenen Musik kritisierte), wurde die History of Music überwiegend beifällig aufgenommen, und ist nach John Hawkins die bedeutendste Musikgeschichte in englischer Sprache, wenn sie auch heute überholte, historisch bedingte Fehleinschätzungen enthält.
1774 veröffentlichte Burney A Plan for a Music School. 1779 verfasste er für die Royal Society einen Bericht über den jungen William Crotch, der als musikalisches Wunderkind damals große Aufmerksamkeit erregte. 1785 publizierte er einen Bericht zum Gedenken an Georg Friedrich Händel mit einer hervorragenden biographischen Darstellung. 1796 veröffentlichte er Memoirs and Letters of Metastasio.
Gegen Ende seines Lebens erhielt Burney £1000 für seine ab 1802 geschriebenen musikalischen Artikel in Rees's Cyclopaedia. 1783 wurde Burney zum Organisten am College in Chelsea ernannt und zog von der St. Martin’s Street, Leicester Square dorthin um. Er wurde Mitglied des Institut Français, und von 1806 bis zu seinem Tod erhielt er eine Staatspension von £300. Er verstarb im Chelsea College und wurde auf dem dortigen Friedhof beerdigt. In der Westminster Abbey erinnert eine Gedenktafel an ihn.
Burneys bekanntes Porträt wurde 1781 von Reynolds für Henry Thrales Bibliothek gemalt. 1805 folgte eine Büste des englischen Bildhauers Joseph Nollekens. Burney war mit zahlreichen herausragenden Künstlern und Literaten seiner Zeit bekannt und trug sich zeitweilig mit dem Gedanken, eine Biographie seines Freundes Samuel Johnson zu verfassen.
In der Eric Feller Collection befindet sich ein Tangentenflügel aus dem Besitz von Charles Burney, den er von der englischen Firma Longman & Broderip um 1785 hat anfertigen lassen. Das Instrument ist das bisher einzige erhaltene englische Tangenteninstrument in Flügelform.
Burneys ältester Sohn James war Offizier der Royal Navy, fuhr mit James Cook auf dessen zweiter und dritter Südseereise und verstarb 1821 im Rang eines Konteradmirals; sein zweiter Sohn Charles Burney war Gelehrter und Geistlicher, und seine zweite Tochter Frances (Fanny), eine Romanschriftstellerin, die spätere Madame D’Arblay. Ihre Tagebücher und Briefe enthalten zahlreiche Einblicke in das öffentliche und private Leben ihres Vaters sowie seiner Freunde und Zeitgenossen. Eine Lebensbeschreibung Burneys von Fanny Burney erschien 1832.

## Schriften
- An Essay towards a History of the Principal Comets. London 1769, Becket & de Hondt, anonym veröffentlicht.
- The Present State of Music in France and Italy. London 1771, Becket, 2teA 1773, Becket u. a.
  - Carl Burney’s der Musik Doctors Tagebuch einer musikalischen Reise durch Frankreich und Italien. deutsch von Christoph Daniel Ebeling, Hamburg 1772, Bode
- The Present State of Music in Germany, the Netherlands, and United Provinces. 2 Bände, London 1773, Becket, 2teA 1775
  - Carl Burney’s der Musik Doctors Tagebuch seiner Musikalischen Reisen. 2. u. 3. Band, deutsch von Johann Joachim Christoph Bode, Hamburg 1773
  - das vollständige Werk ist auch durch W. le Met ins Holländische, Groningen 1786, und durch Giossi ins Französische, Genua 1809–10, übersetzt worden
- A General History of Music from the Earliest Ages to the Present Period. Band I 1776, 2teA 1789, Band II 1782, 2teA 1809, obgleich mit der Jahreszahl 1782, Band III 1789, Band IV 1789 (das ganze Werk »printed for the Author and sold by Becket etc.«)
- An account of the Musical Performances in Westminster Abbey and the Pantheon in Commemoration of Handel. 1785, Payne & Robinson
  - Dr. Karl Burneys Nachricht von Georg Friedrich Händels Lebensumständen und der ihm zu London im Mai und Juni 1784 angestellten Gedächtnissfeyer. deutsch von J. J. Eschenburg, Berlin und Stettin 1785, Fr. Nicolai
- Memoirs of the Life and Writings of the Abbate Metastasio. London 1796, Robinson.

## Kompositionen
Neben Opernkompositionen folgende Kammer- und Vokalmusik:
- 6 Triosonaten für 2 Violinen und Continuo (1748)
- 6 Duette für 2 Violinen oder Flöten (1754)
- 6 Triosonaten für 2 Violinen und Bass (1759)
- 6 Konzerte in 7 Teilen für 4 Violinen, Tenor, Violoncello und Bass (um 1760)
- 2 Lessons für Cembalo (1761)
- 2 Sonaten für Cembalo oder Klavier, mit Begleitung durch Violine und Violoncello (um 1770)
- 6 Preludes, Fugues and Interludes für Orgel (um 1787)
- XII. Canzonetti a due voci in Canone, poesia dell'Abate Metastasio (1790)
- 3 Cembalokonzerte
- 6 Cembalosonaten
- 2 Sonaten für Klavier, Violine und Violoncello
- Anthems, Gesangsstücke etc.